# Johann Sturm
Johann Christoph Sturm (3 de noviembre de 1635 – 26 de diciembre de 1703) fue un clérigo luterano alemán, conocido como filósofo, astrónomo y matemático. Profesor en la Universidad de Altdorf, fundó una breve academia científica conocida como Collegium Curiosum, basada en el modelo florentino de la Accademia del Cimento. Editó dos volúmenes de experimentos bajo el título de Collegium Experimentale (1676 y 1685).

## Biografía
Johann Christoph Sturm era hijo de Johann Eucharius Sturm y de Gertraud Bock. A partir de 1646 fue alumno de la Antigua Escuela Latina de Weissenburg, en Babiera, y en 1653 pasó a ser alumno del teólogo Daniel Wülfer (profesor de lógica, metafísica y física) en Núremberg. De 1656 a 1662 estudió matemáticas, física y teología en Jena, con un año de estancia en Leiden.
Después de un breve período como docente en Núremberg, desde 1664 ejerció como pastor en Deiningen (cerca de Nördlingen). En 1669 se convirtió en profesor de matemáticas y física en la Universidad de Altdorf, cargo que mantuvo hasta su muerte. Durante este tiempo fue el decano de la facultad de filosofía varias veces. Se casó en tres ocasiones y tuvo nueve hijos, incluido el teórico de la arquitectura Leonhard Christoph Sturm (1669-1719). Murió en diciembre de 1703, víctima de un derrame cerebral.

## Realizaciones
Sturm está considerado como un maestro de ciencias que no basó sus enseñanzas en métodos exclusivamente memorísticos, sino que hacía que los temas fueran accesibles de una manera comprensible, eligiendo una vía a medio camino entre la escuela aristotélica clásica y los preceptos más modernos del cartesianismo. Tradujo por primera vez los términos técnicos latinos utilizados en ciencias naturales y es considerado el fundador de la filosofía ecléctica, una corriente importante durante el comienzo de la Ilustración.
Es el autor de la Physica electiva sive hypothetica (1697), un libro en el que criticó a Leibniz, lo que llevó al filósofo de Leipzig a contestarle en tono de reproche. La crítica de Sturm estaba dirigida en especial al concepto de naturaleza y/o de sus partes constitutivas, que para Leibniz desprenden una fuerza creadora propia. La crítica fue en parte teológica, pues si la teoría de Leibniz tiene fundamento, dicha visión de la Naturaleza socava la soberanía del Dios cristiano.

## Obras
- Collegium experimentale, Núremberg: Endter, vol. 1 (1676), disponible aquí y aquí; vol. 2 (1685) disponible aquí, aquí, y aquí.
- Physica electiva sive hypothetica, vol 1, Núremberg: Endter, 1697, disponible aquí y aquí; vol. 2, Altdorf: Kohles, 1698.
- Una lista de trabajos de Sturm con enlaces a versiones en línea está disponible en Astronomía en Núremberg Archivado el 7 de agosto de 2011 en Wayback Machine., sección «Ausgewählte Werke».

## Reconocimientos0
- Una calle céntrica de su localidad natal de Hilpoltstein, la "Christoph-Sturm-Straße», lleva su nombre.[4]
- La ensenada de Mascías, en la Antártida, también es conocida con el nombre de Sturm Cove en su memoria.[5]